# Charles-Étienne Gudin de La Sablonnière
Charles-Étienne César Gudin de La Sablonnière (13 de febrero de 1768 – 22 de agosto de 1812) Fue un general francés durante las Guerras Revolucionarias francesas y Guerras napoleónicas.
Aristócrata de nacimiento, Gudin nació en Montargis, fue admitido en la escuela militar de Brienne y en 1782 entró a la guardia del Rey. Como teniente, se embarco para Santo Domingo el año de 1791 y estuvo un año allí, antes de volver a Francia en julio de 1792. Fue nombrado en varias posiciones como oficial ayudante del general de los ejércitos del norte. Fue ascendido a general de brigada a principios de 1799 y estuvo dando órdenes durante la campaña suiza. Al año siguiente  participó en las batallas de Stein, Stockach, Messkirch, Memmingen, Höchstädt y Neuburg. Promovido a general de división por su valor en combate, el 11 de julio de 1800  tomó Füssen.

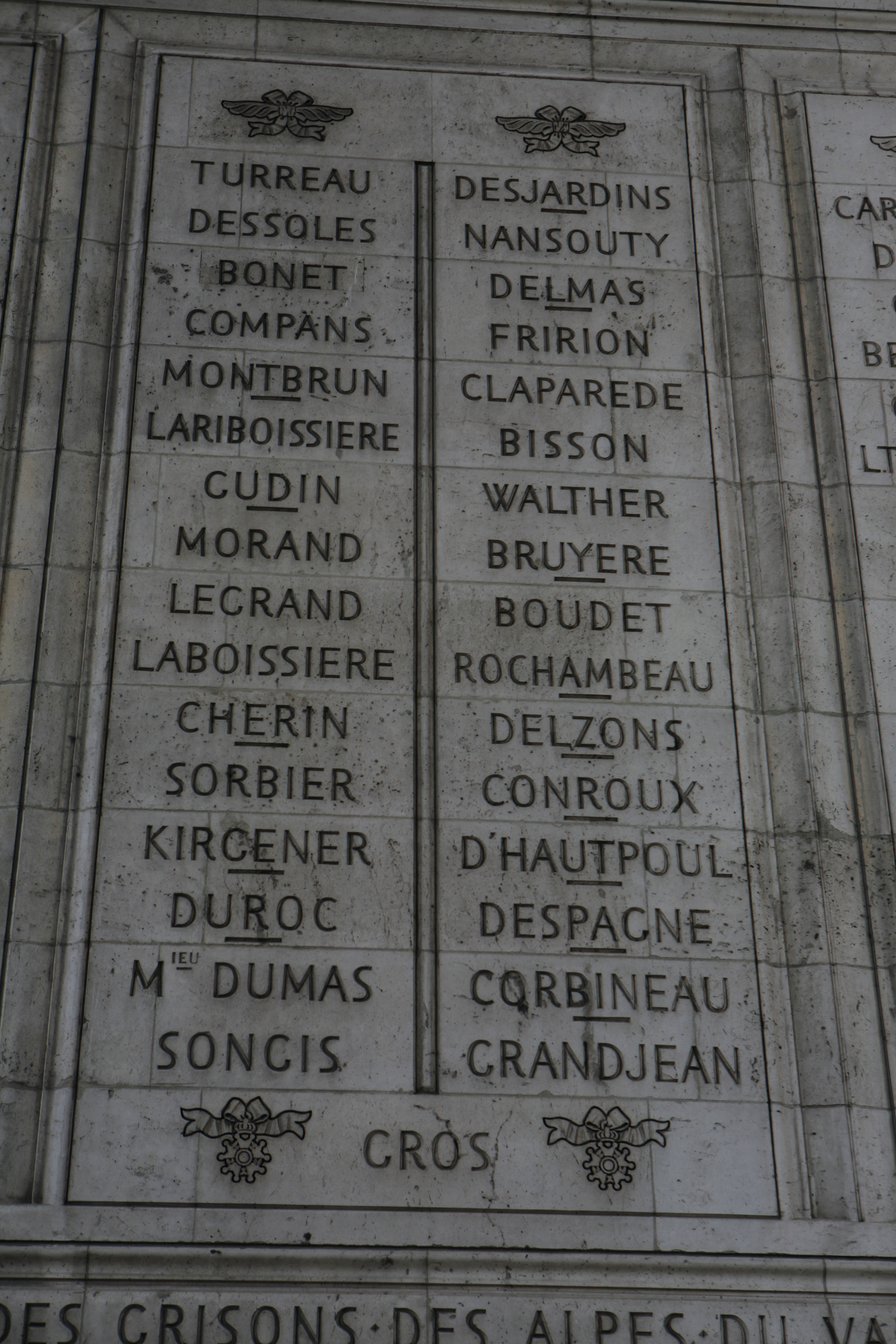
El nombre "Gudin" está inscrito en el Arco del triunfo (7.º de arriba abajo en el lado izquierdo).

El general Gudin de La Sablonière recibió el mando de la 3.ª División de la Grande Armée y luchó en las guerras de la Tercera Coalición y la Cuarta Coalición entre 1805 y 1807. Su 3.ª División del III Cuerpo fue la primera formación importante en acción en la batalla de Auerstädt y soportó la mayor parte de la lucha. Sufrió 40 por ciento de bajas, una de las cuales fue Gudin, que resultó gravemente herido. Participó en obligar a la ciudad de Custrin a capitular y luego jugó un papel importante en las batallas de Pultusk y Eylau . Conde del Primer Imperio Francés en 1808, fue nombrado gobernador del castillo de Fontainebleau al año siguiente. Luego participó en varias batallas de la Guerra de la Quinta Coalición : Thann, Landshut, Eckmühl, la toma de Ratisbon . Fue herido en la gran batalla de Wagram . En 1812 se le dio el mando de una división de la segunda Grande Armée. Fue alcanzado por una bala de cañón durante la batalla de Valutino, luchando contra las tropas rusas cerca de Smolensk en Rusia . Su pierna fue amputada pero desarrolló gangrena y murió tres días después de la batalla.  Sin embargo, su corazón fue sacado para ser enterrado en una capilla en el cementerio Père Lachaise, París.
El 6 de julio de 2019, en un parque en central Smolensk, los arqueólogos dirigidos por historiador francés Pierre Malinowski encontró un ataúd y restos esqueléticos que dan señales del trauma compatible con el registro histórico de Gudin. (una pierna amputada y otro herido). El hallazgo se confirmó cuándo pruebas de ADN de los restos encontrados en Rusia se cotejaron con su hermano Pierre-César Gudin quien también era un general de Napoleón.
El 13 de julio de 2021, los restos mortales del general fueron llevados a Francia.

## Familiar
Gudin se casó con Caroline Christine Creutzer la hermana de Brigadier-Charles General Auguste Creutzer (1780–1832).

## Reconocimiento
Su nombre aparece en el Arco de Triunfo de París .